# 路易斯島 (戴維斯灣)
66°6′S 134°22′E / 66.100°S 134.367°E
路易斯島（英語：Lewis Island）是南極洲的島嶼，是戴維斯灣入口處的東部，最高點海拔高度30米，該島嶼根據美國海軍拍攝的空中照片繪入地圖，現時由南極條約體系管理。